# Pseudagrion hypermelas
Pseudagrion hypermelas är en trollsländeart som först beskrevs av Selys 1876.  Pseudagrion hypermelas ingår i släktet Pseudagrion och familjen dammflicksländor. IUCN kategoriserar arten globalt som livskraftig. Inga underarter finns listade i Catalogue of Life.